# ひまわり〜桶川女子大生ストーカー殺人事件〜
『ひまわり〜桶川女子大生ストーカー殺人事件〜』（ひまわり〜おけがわじょしだいせいストーカーさつじんじけん〜）は、2003年12月13日21:00-22:51にテレビ朝日系「土曜ワイド劇場」枠で放送されたスペシャルテレビドラマ。1999年に起きた桶川ストーカー殺人事件を、事件を長年取材してきた「ザ・スクープ」キャスター鳥越俊太郎原作のノンフィクションを基にテレビドラマ化。

## キャスト
猪野一家のみ実名。
- 猪野詩織（事件の被害者）：内山理名[1]
- 猪野憲一（詩織の父）：渡瀬恒彦[1]
- 猪野春樹（詩織の弟）：水谷百輔
- 猪野光男（詩織の弟）：小沼蔵人
- 猪野京子（憲一の妻）：戸田恵子
- 松尾幸人（詩織の恋人）：金子賢
- 松尾剛史（幸人の兄）：宇梶剛士
- 近藤平吉：長門裕之
- 田辺良輔：森下哲夫
- 刑事第一課主任：磯部勉
- 刑事第二課長：岸博之
- 刑事：井之上隆志、吉野容臣、内浦純一
- 婦警：青木麻由子
- 渡辺和代：田中千絵
- 木島忠：春海四方
- 早苗：大島蓉子
- 佐々山直子：田口寛子
- 鳥越俊太郎（本人役）

## スタッフ
- 監督：吉田啓一郎
- 原作：鳥越俊太郎&取材班『桶川女子大生ストーカー殺人事件』（メディアファクトリー刊）、鳥越俊太郎・小林ゆうこ『虚誕　―警察につくられた桶川ストーカー殺人事件―』（岩波書店刊）
- 脚本：坂田義和
- プロデューサー：松本基弘（テレビ朝日）、内山聖子（テレビ朝日）、伊藤伴雄（AMAZON）
- 制作：テレビ朝日、AMAZON